# George E. Badger
George E. Badger (New Bern, 1795. április 17. – Raleigh, 1866. május 11.) az Amerikai Egyesült Államok szenátora (Észak-Karolina, 1846–1855).